# Murano
Murano, embora descrita como uma ilha da lagoa de Veneza, é de facto um arquipélago de sete ilhas menores, das quais duas são artificiais (Sacca Serenella e Sacca San Mattia), unidas por pontes entre si. Tem aproximadamente 5500 habitantes e fica a somente a 1 km do centro de Veneza. Murano é um local famoso pelas obras em vidro de Murano, particularmente objetos decorativos e candeeiros.
Murano foi fundada pelos romanos, e desde o século VI foi habitada por gente procedente de Altino e Oderzo. A principio, a ilha prosperou como porto pesqueiro e graças à produção de sal. Era um centro de comércio. Com o porto controlavam a ilha de Santo Erasmo. A partir do século XI a cidade começou a decair devido a muitos habitantes se mudarem para Dorsoduro. Tinham um grande poder local, como o de Veneza, mas desde o século XIII Murano foi governada por venezianos. Contrariamente a outras ilhas da lagoa, Murano cunhava as suas próprias moedas.
Em 1291, todos os cristaleiros de Veneza foram obrigados a mudar-se a Murano devido ao risco de incêndio, porque a esmagadora maioria dos edifícios de Veneza era construída em madeira. Durante o século XIV, as exportações começaram e a ilha ganhou fama, inicialmente pelo fabrico de missangas de cristal e de espelhos. O cristal aventurina foi inventado na ilha e, durante algum tempo, Murano chegou a ser o maior produtor de cristal da Europa. O arquipélago, mais tarde, ficou conhecido pelo fabrico de lustres. Embora tenha havido grande queda durante o século XVIII, a cristalaria continuou a ser a industria mais importante da ilha.
No século XV, a cidade tornou-se popular como lugar de férias dos venezianos, e construiu-se um palácio, mas esta moda extinguiu-se depois. O campo da ilha era conhecido pelas suas árvores de fruta e jardins até ao século XIX, quando começaram a construir-se mais casas.
As atrações da ilha são a Igreja de Santa Maria e São Donato, conhecida pelos seus mosaicos bizantinos do século XII, e porque se diz que alberga os ossos de um dragão que matou São Donato; a Igreja de São Pedro Mártir e o Palácio da Mula. As atrações relacionadas com o cristal incluem muitas obras neste material, algumas delas da época medieval, em espaços abertos ao público. Há um Museu do Cristal (Museo Vetrario) que se encontra no Palácio Giustinian.

## Galeria

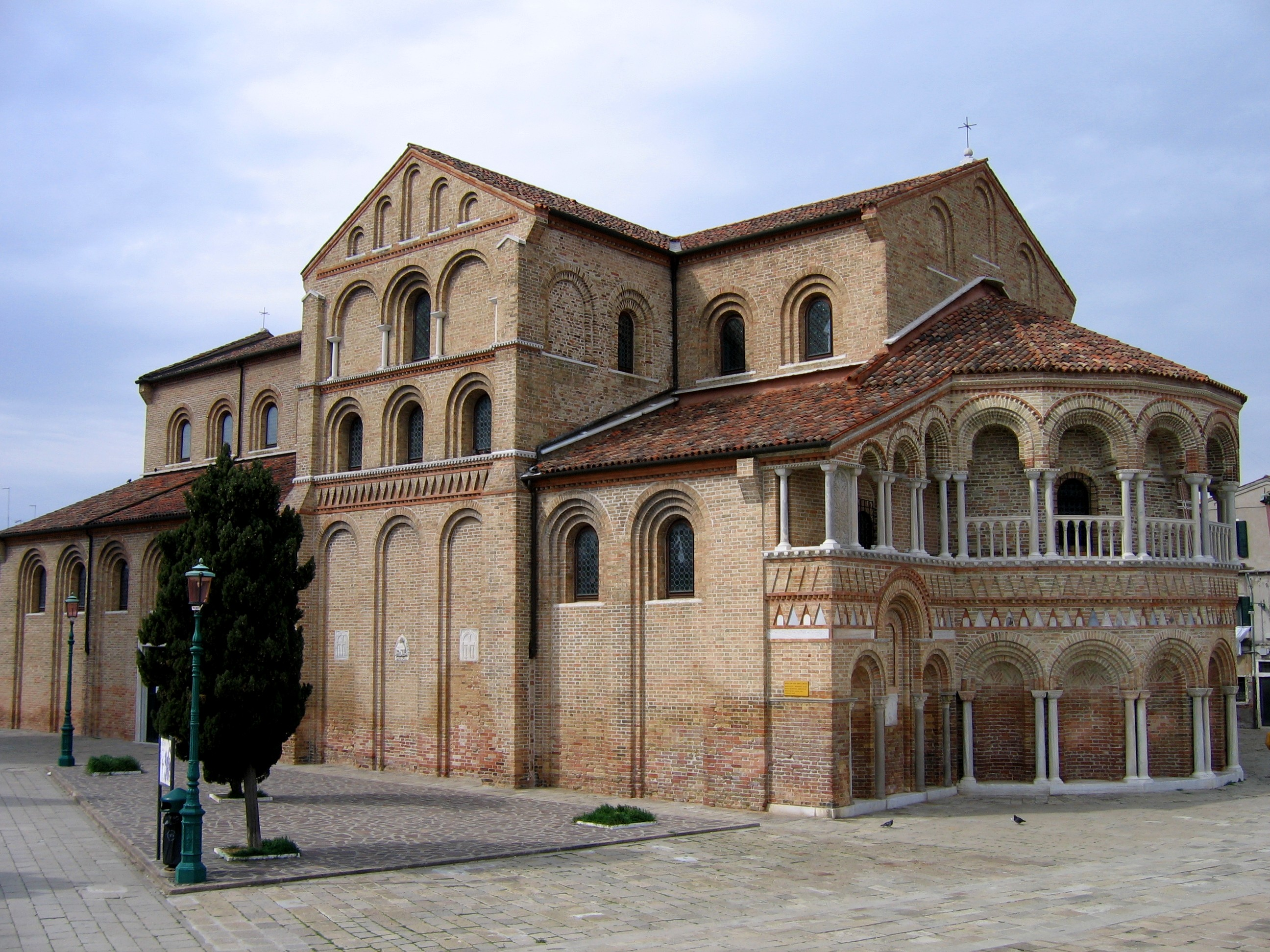
Igreja de Santa Maria e São Donato
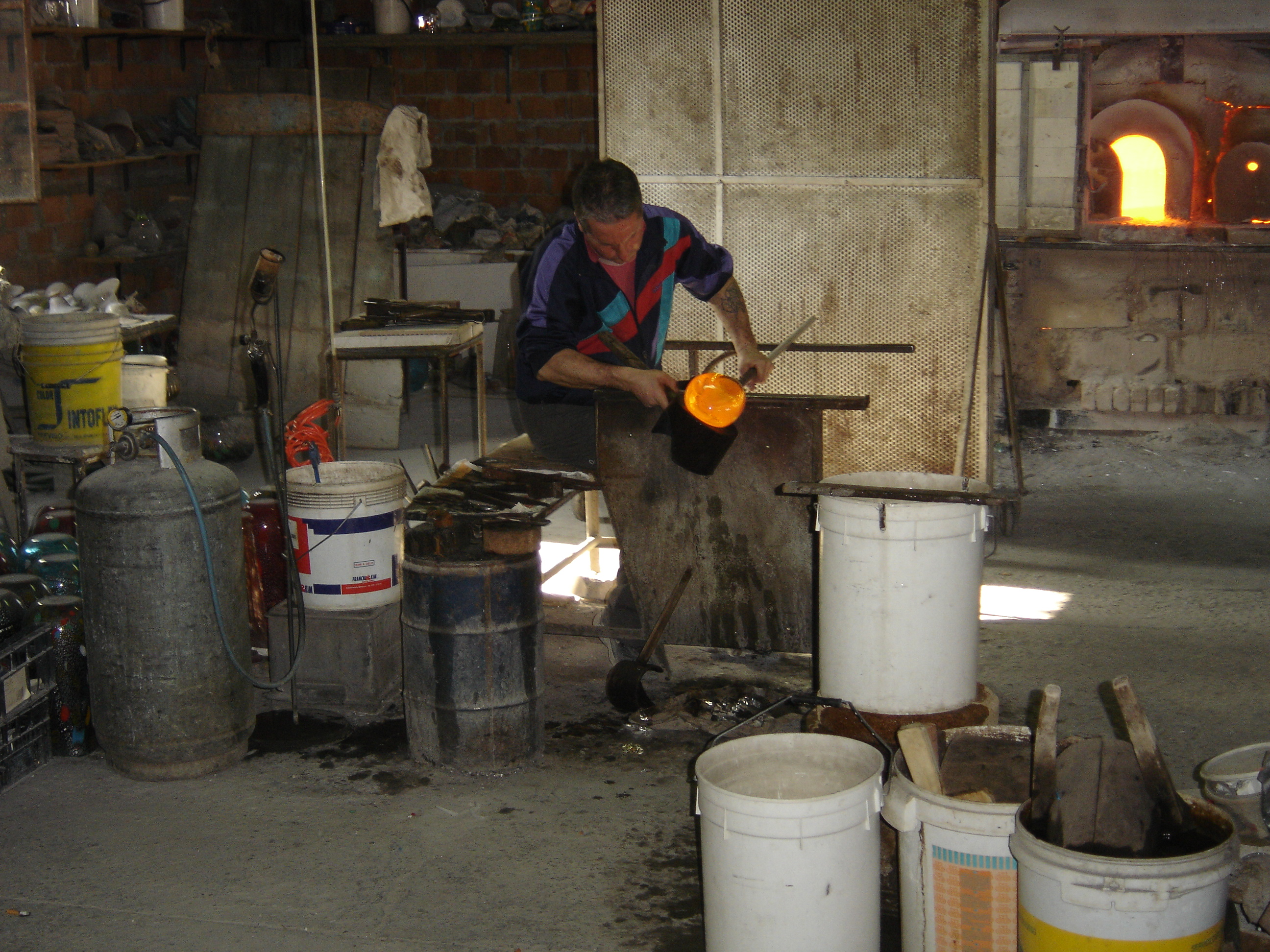
Fornalha
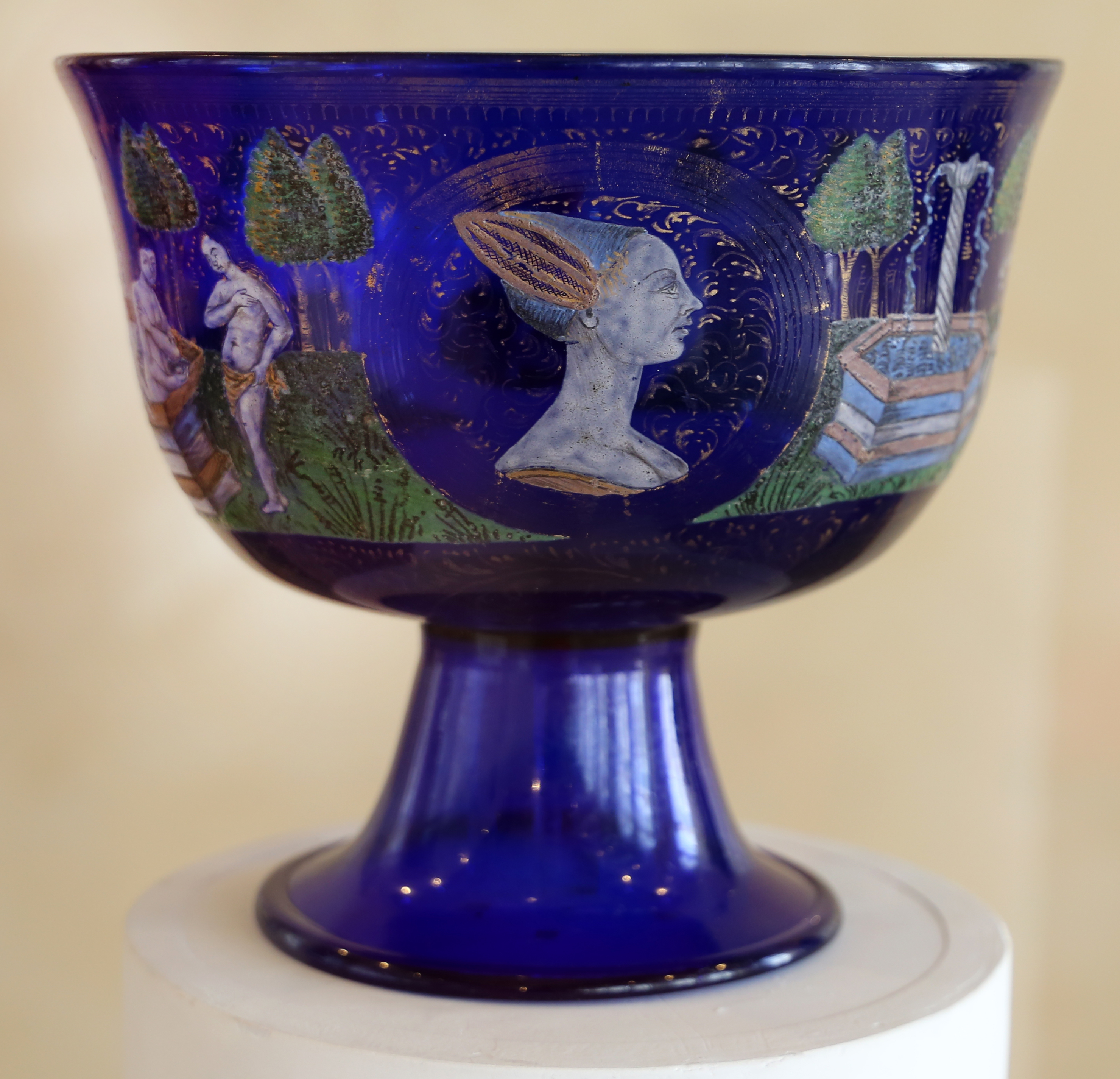
Taça Barovier
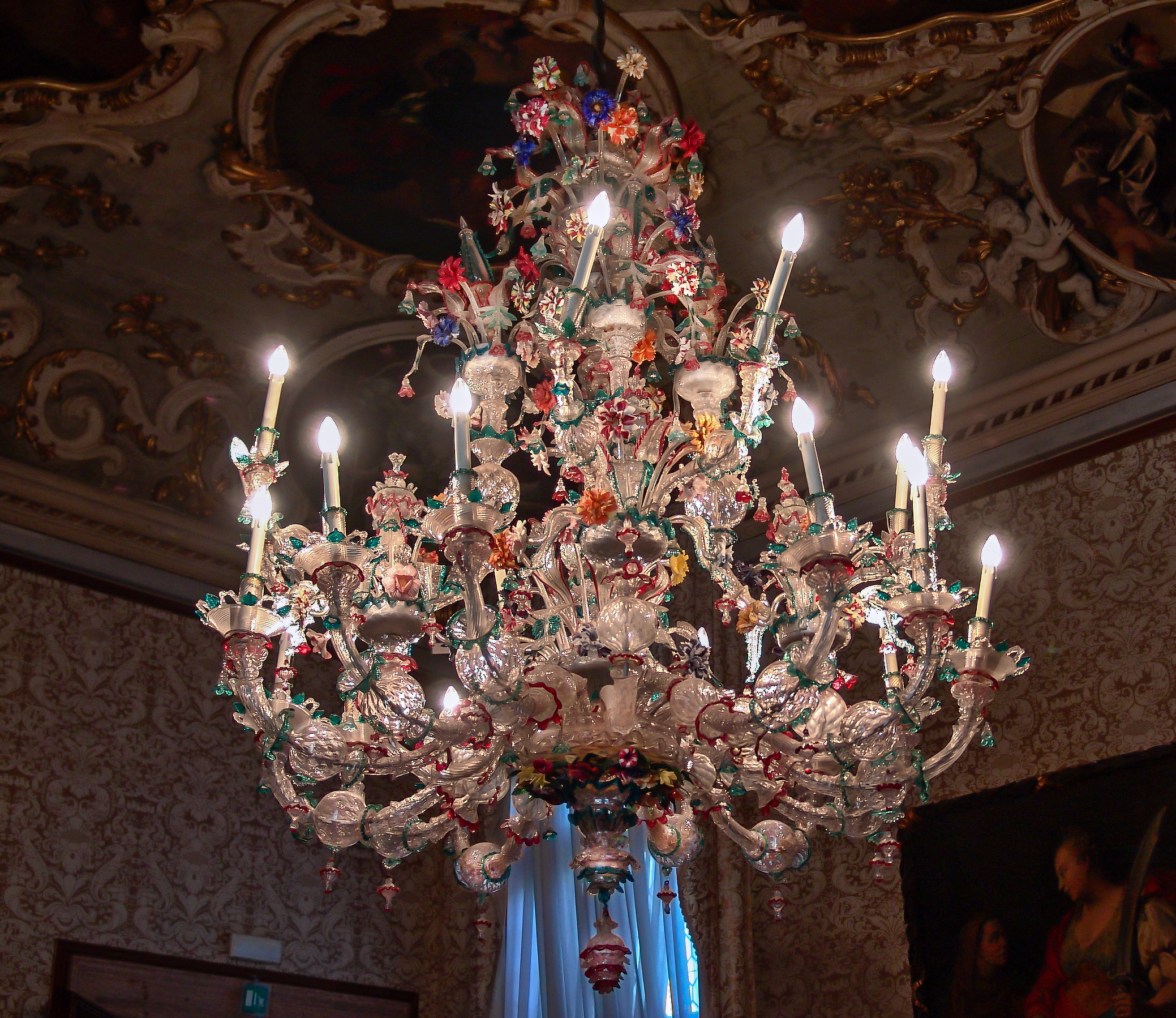
Lustre